# Willy Coppens
Vous lisez un « bon article » labellisé en 2024.
Pour les articles homonymes, voir Coppens.
Willy Coppens, né le 6 juillet 1892 à Watermael-Boitsfort et mort le 21 décembre 1986 à Anvers, est un as de la Première Guerre mondiale et écrivain belge.
Dès son plus jeune âge, il se passionne pour le char à voile lors de séjours sur la côte belge. Cela l'amène à vouloir concevoir des avions et devenir pilote, ce à quoi ses parents s'opposent. Lorsque la Première Guerre mondiale éclate, il est intégré au 2e régiment de grenadiers. Néanmoins, en 1915, il suit des cours de pilotage, à ses frais, en Angleterre. De retour en Belgique, il est envoyé à l'école militaire belge d'aviation d'Étampes et rejoint la 6e escadrille comme pilote de reconnaissance. À sa demande, après un passage par la 4e escadrille, il rejoint la 1re escadrille, une escadrille de chasse, commandée par l'as Fernand Jacquet.
Il abat son premier avion ennemi le 25 avril 1918 et enchaine rapidement avec deux Drachen, des ballons d'observation de l'artillerie allemande. Il se spécialise alors dans l'attaque dangereuse de ceux-ci et devient un « chasseur de ballons » dont la renommée franchit les frontières. Son avion bleu turquoise et ses nombreux succès amènent les Allemands à le surnommer « Diable bleu ». Le 14 octobre 1918, lors d'une attaque, il est grièvement blessé à la jambe gauche, dont il est amputé. Il termine la guerre avec 37 victoires homologuées et est le premier as belge. En récompense de ses éminents services lors de la guerre, il est nommé par le roi Albert Ier chevalier de Houthulst, du nom de la forêt au-dessus de laquelle il a combattu de nombreuses fois.
Son « indépendance d'esprit » et son « insolence naturelle » l'empêchent néanmoins de gravir les échelons militaires et il critique largement l'armée de l'air. Durant l'entre-deux-guerres, il occupe le poste d'attaché de l'armée de l'air belge en Angleterre et en France, ce qui ne l'empêche pas de continuer à voler. Lorsque la Seconde Guerre mondiale éclate, il ne peut reprendre le combat et, en 1940, s'exile à Genève, d'où il aide et secourt, via la Croix-Rouge et les organisations internationales, les prisonniers belges en Allemagne. En parallèle de sa carrière militaire, il devient écrivain et propose principalement des mémoires historiques sur l'aviation et les pilotes.
De retour en Belgique, à La Panne, il devient très critique envers son pays et se brouille avec la justice et la magistrature. Il est néanmoins fait baron par le roi Baudouin Ier en 1960. Il termine sa vie à Anvers et est vu tel « un vieillard insupportable et terrible, que même ses admirateurs craignaient de contredire ».

## Biographie

### Jeunesse
Willy Omer François Jean Coppens naît le 6 juillet 1892 à Watermael-Boitsfort,,. Il est le fils de l'artiste peintre orientaliste Omer Coppens et d'Hélène Gheude,,. Il est le neveu de Berthe et Alphonse Cabra.

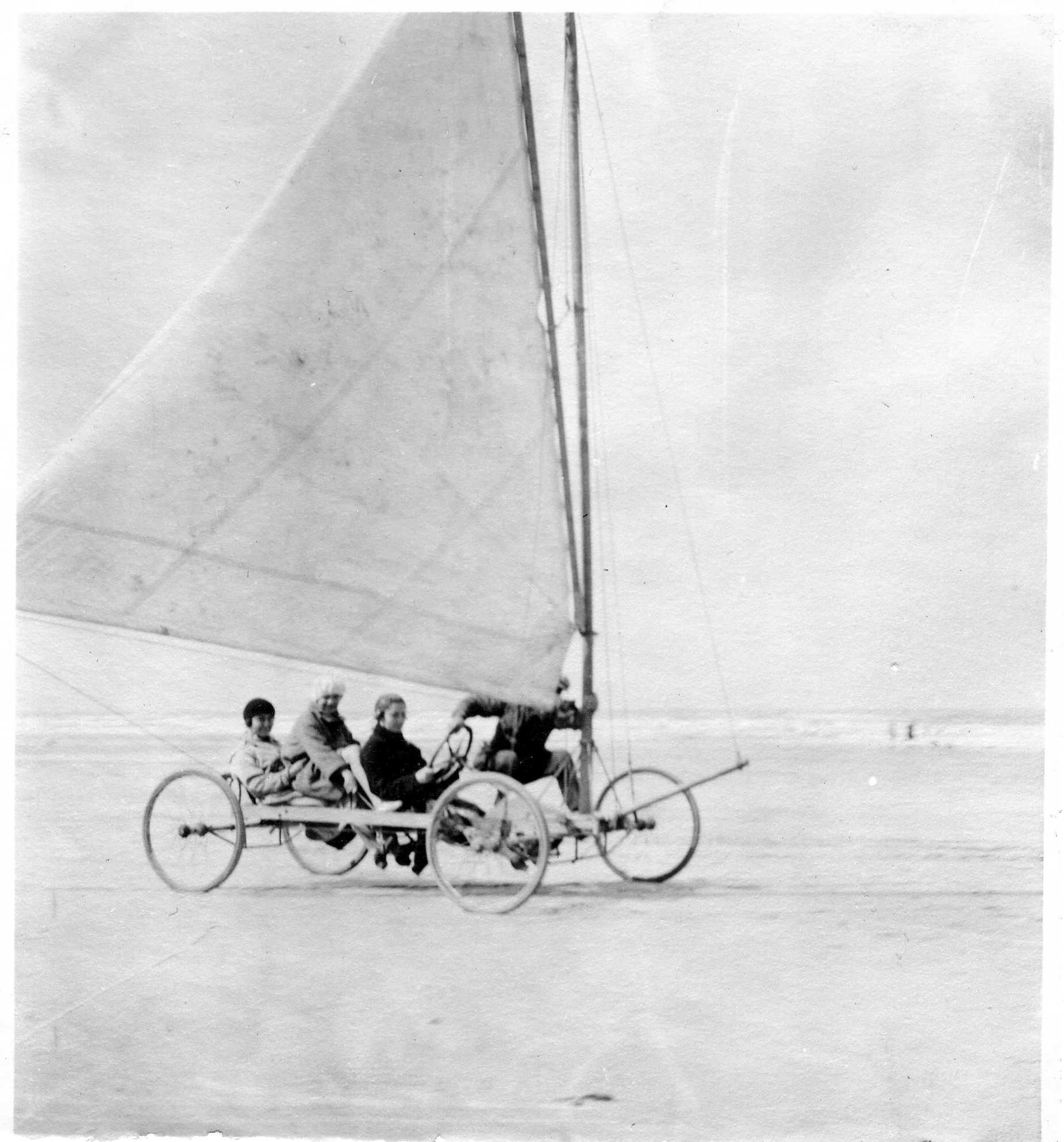
Char à voile à Middelkerke en 1923.

Dès son plus jeune âge, il montre un vif intérêt pour la mécanique et les motocyclettes. Lors de séjours à La Panne, ville située le long de la côte belge, il se découvre une passion pour le vent, notamment à travers les cerfs-volants mais surtout à travers le char à voile. Il devient d'ailleurs l'un des pionniers de ce sport et, entre 1907 et 1913, fabrique chaque année un char, qu'il améliore avec des amis,,.
En 1909, il assiste à une conférence du capitaine Ferdinand Ferber, pionnier de l'aviation,. Durant la même période, lors d'une sortie en char sur les plages de Westende, il est survolé par un avion et est directement attiré par l'engin volant. En 1910, lors de l'exposition universelle de Bruxelles, il assiste au décolage d'un avion piloté par Alfred Lanser. Le jeune Willy, avec ses amis, décide alors de concevoir des avions et planeurs et d'apprendre à piloter. Ses parents s'y opposent toutefois fortement,.
En parallèle, Willy Coppens apprend l'anglais, très tôt, à travers divers voyages en Angleterre, dont un long séjour à Brighton, à l'âge de seize ans.

### Première Guerre mondiale
Willy Coppens effectue son service militaire en 1912 au sein du 3e bataillon du 2e régiment de grenadiers,,,. Willy Coppens se présente initialement à l'École militaire mais il n'est pas admis, ayant échoué dans une branche, « alors qu'il réussissait brillamment dans toutes les autres ». Après son service, il entre dans la vie civile chez un agent de change. Au début de la Première Guerre mondiale, il n'y est encore que stagiaire et est rappelé dans l'armée belge,. Il est alors affecté comme estafette, étant à l'aise sur une moto.

#### De la reconnaissance à la chasse
En octobre 1915, il souhaite rejoindre la Compagnie des Aviateurs et contacte le lieutenant Pierre de Caters, contrôleur des élèves aviateurs,,. La demande est infructueuse et Willy Coppens est affecté aux automitrailleuses,. Malade après la bataille de l'Yser, il rejoint Calais (où l'Aviation militaire a ses ateliers) en tant qu'attaché au bureau de l'État-major,. Malheureusement pour lui, les avions sont rares. S'il assiste les pilotes, il n'a aucune chance de voler. Ayant entendu qu'il est possible d'y devenir rapidement pilote, il emprunte de l'argent et part en Angleterre, durant un congé sans solde, avec trente-neuf autres Belges, à l'école Ruffy-Baumann, située à Hendon,,,. Selon lui, on fait tout « pour le dégoûter de l'aviation » et l'école n'est clairement pas à la hauteur. Il indique dans ses mémoires : « Lorsque nous avons quitté Hendon, nous ne savions même pas qu'il fallait atterrir face au vent ! »,. Il y obtient néanmoins le brevet 2140 du Royal Aero Club le 12 septembre 1915,.

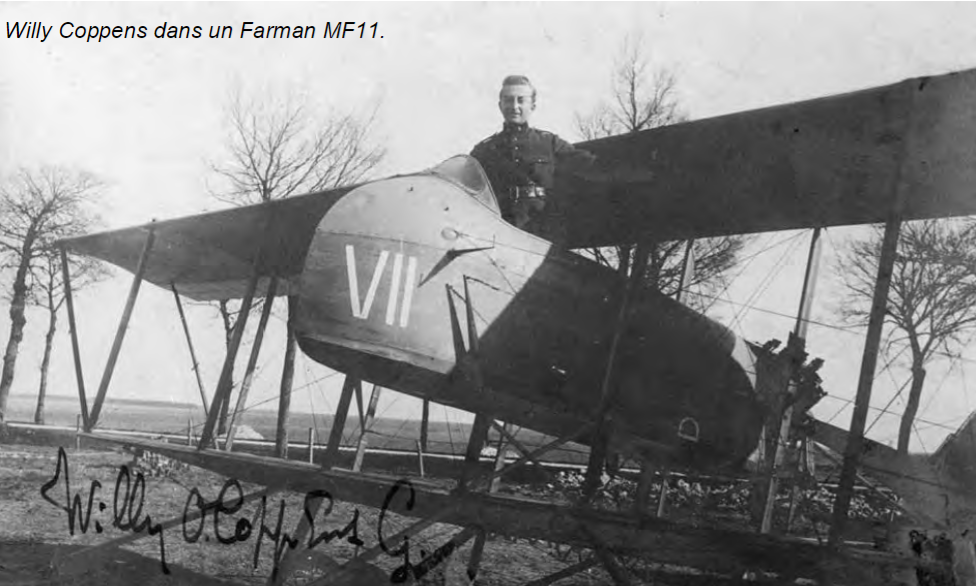
Willy Coppens dans un Farman MF.11 durant son apprentissage.

De retour en Belgique, s'il est finalement envoyé à l'école militaire belge d'aviation d'Étampes, il doit attendre mars 1916 pour effectuer son premier vol solo,. Durant son apprentissage, il obtient le record d'altitude de l'école, en montant à 4 100 m et redescendant en seulement douze minutes, en spirale. Son apprentissage à l'école lui semble long et fastidieux, et selon lui, il passe son temps à jouer aux échecs, lire et cirer ses chaussures. Willy Coppens ne garde pas un très bon souvenir de ses moniteurs à l'époque. Il obtient son brevet militaire le 15 septembre 1916 avec à son actif 62 heures 55 minutes de vol en solo et 9 heures 10 minutes comme élève ou passager.
Son service actif débute finalement à la fin 1916 par des vols de reconnaissance à Houthem dans la 6e escadrille où il pilote des B.E.2c,. Dès son arrivée dans l'escadrille, il part en mission et découvre le feu ennemi, étant « ravi et immensément fier », contrairement à son observateur, peu à l'aise dans cette situation. Il pilote alors des Royal Aircraft Factory B.E.2 mais les performances sont mauvaises. Ils sont remplacés, en juillet 1917 par des R.E.8.
Le 8 avril 1917, il est transféré à la 4e escadrille, toujours pour des vols de reconnaissance, où il pilote des Farman F.40,. Il est promu le même jour sergent,. Il y découvre le combat le 1er mai 1917, face à quatre monoplaces de chasse allemands au-dessus de la forêt de Houthulst, ce qui lui vaut, avec son observateur, le capitaine Declercq, sa première citation,. À bord de leur Sopwith 1½ Strutter, ils évitent le drame et arrivent à s'enfuir. Willy Coppens se souvient alors d'un conseil de Charles Nungesser, as français, lui indiquant qu'un avion de chasse ne peut que tirer devant lui et qu'il est préférable, pour un avion de reconnaissance doté d'un observateur capable de tirer dans toutes les directions avec sa mitrailleuse mobile, de tourner en permanence pour se protéger,. Pour avoir ramené l'avion endommagé — on compte 32 trous de balles dans l'avion — l'équipage est félicité, Willy Coppens déclarant : « Bien sûr que je devais le ramener. J'en avais besoin pour rentrer à la maison. »,. Pour sa citation, Willy Coppens fait inscrire sur le capot de son appareil le mot « Volontiers ». Son sens de l'humour est reconnu et il s'exprime librement. Il déclare ainsi, à propos du Sopwith 1½ Strutter, « le concepteur de cet avion est manifestement un Allemand qui voulait se débarrasser des aviateurs britanniques » car le réservoir de carburant se trouve entre le pilote et l'observateur.

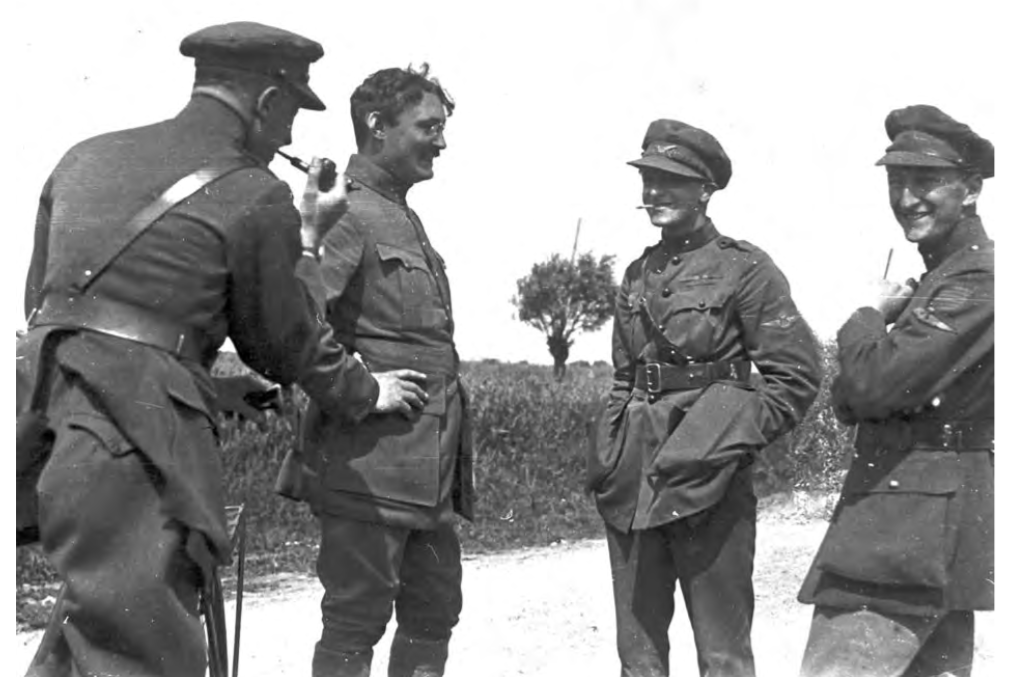
De droite à gauche : Willy Coppens, André De Meulemeester et Fernand Jacquet.

Ce premier combat ne décourage pas Willy Coppens ; il est transféré dans la chasse en juillet 1917 et rejoint la 1re escadrille commandée par l'as Fernand Jacquet,. D'autres as, comme Jan Olieslagers ou André De Meulemeester, sont également ses coéquipiers,. C'est durant la même période que l'escadrille des Cigognes est déployée dans le secteur, ce qui stimule Willy Coppens.
C'est dans cette 1re escadrille qu'il commence à voler en août 1917 avec un avion Hanriot HD 1,. Il le fait en partie peindre en bleu turquoise, ce qui devient son signe caractéristique,.
S'il combat énormément, il n'a aucune victoire, la seule mitrailleuse de l'avion s'enrayant facilement,. C'est durant cette période peu chanceuse qu'il survole Bruxelles à hauteur des toits, ce qui le rend célèbre aux yeux de la population,. Le 18 février 1918, il décolle de l'aérodrome des Moëres (Dunkerque) vers Bruxelles,. Il reçoit l'interdiction de s'éloigner des lignes, mais son faible niveau en navigation l'entraine jusqu’à Bruges d'où il suit la voie ferrée vers Gand, Alost puis Bruxelles. Il traverse de long en large la capitale et va même rendre visite à ses parents qu'il salue d'un battement d'ailes en rasant les immeubles,,,.

#### Les victoires s'enchainent

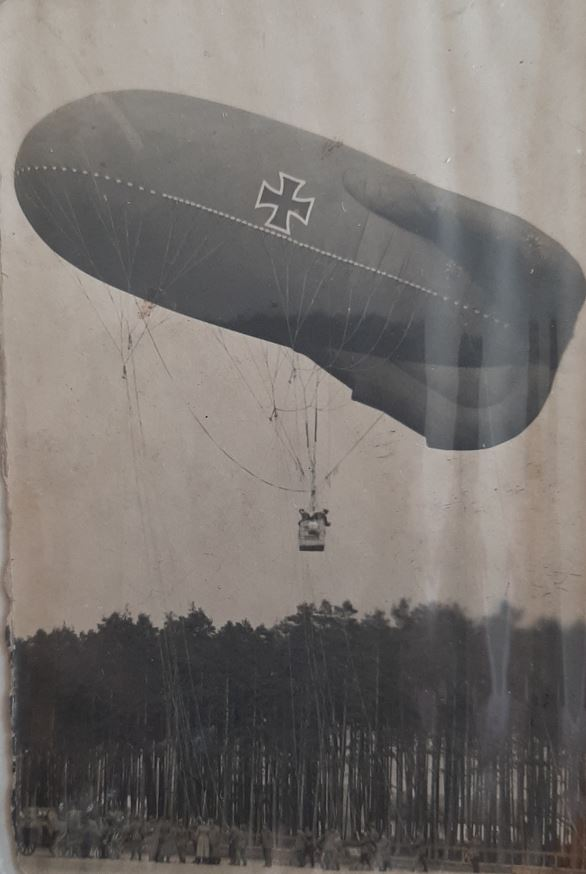
Un Drachen en 1917.

Toujours en février 1918, il passe à la 9e escadrille. Il abat son premier avion ennemi le 25 avril 1918 et enchaine rapidement avec deux Drachen, des ballons de repérage de l'artillerie allemande,. Il devient alors un spécialiste dans la chasse de ces ballons,. S'y attaquer est dangereux, leur destruction étant d'ailleurs comptabilisée comme victoire aérienne. Ils opèrent entre 600 et 1 000 m d'altitude, un officier d'artillerie étant placé dans une nacelle pour guider les frappes ennemies. Bien qu'immobiles, ils sont défendus par des armes de lutte antiaérienne avec des calibres de 7 et 20 mm. Ils se trouvent généralement loin derrière la ligne de front, à plus de 10 km et, pour peu qu'un aviateur soit annoncé, les ballons sont descendus à quelques centaines de mètres, rendant toute attaque extrêmement périlleuse,. Il arrive, durant le conflit, que les observateurs ne sautent pas en parachute, ce qui ne manque pas de choquer Willy Coppens lors d'une attaque. Il déclare : « Je viens de tuer un homme courageux, et je l'ai tué de la pire façon qui soit. L'observateur du ballon n'a pas sauté — il a continué à me tirer dessus avec une petite arme de poing. Le ballon en flammes l'a englouti ».
Après sa cinquième victoire, Willy Coppens installe sur sa mitrailleuse Vickers des balles incendiaires de 11 mm à la place du classique 7,92 mm pour gagner en efficacité contre ces cibles,,. Avant l'arrivée de cette nouvelle mitrailleuse, il teste, avec Albert Ball, un as britannique, les fusées Le Prieur, ancêtres des roquettes. Celles-ci sont montées sur les mâts de voilure des biplans.

Willy Coppens a également testé quelques cartouches incendiaires récupérées par ses supérieurs. Particulièrement efficaces, ces munitions incendiaires permettent à Willy Coppens de remporter des victoires. Il reçoit des mains du général Plumer la Croix militaire pour avoir détruit trois ballons le 22 juillet 1918 en moins de cinq minutes. S'il est récompensé par l'armée britannique, il est réprimandé par l'armée belge pour avoir survolé Ploegsteert, une partie du front qui lui était interdite.

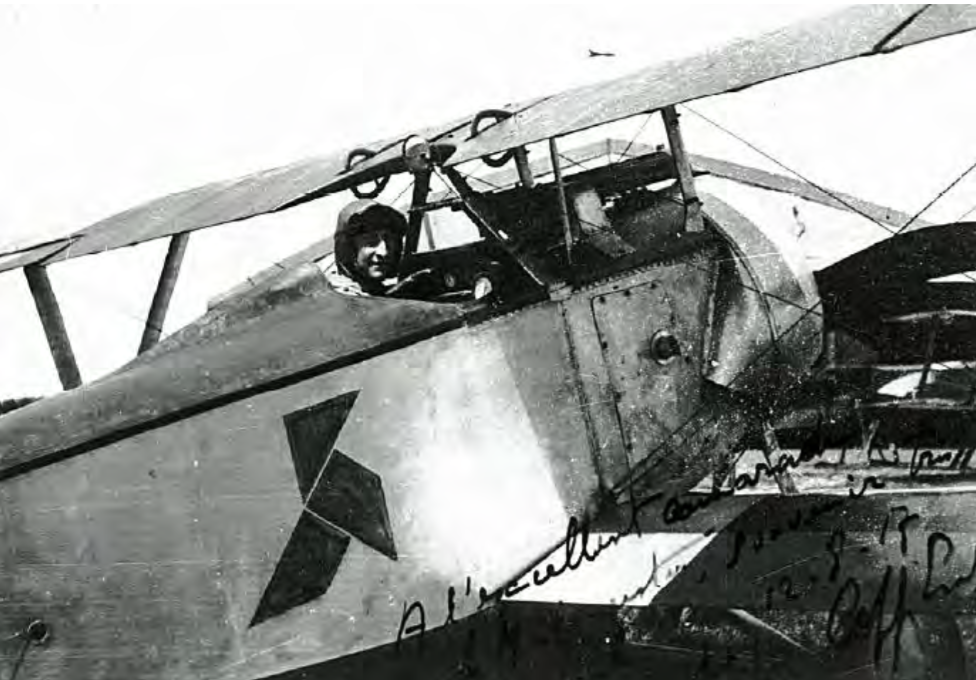
Willy Coppens à bord de son Nieuport 11. On remarque la cocotte, insigne du pilote belge.

Au-delà des défenses anti-aériennes, les câbles d'amarre des ballons sont également dangereux pour les pilotes. Lors d'une attaque, Willy Coppens rompt un de ces câbles. Le ballon s'envole, entrainant l'avion avec lui, mais le pilote belge réagit à temps en coupant son moteur pour éviter que l'hélice ne s'emmêle dans le câble,,. Finalement, l'avion glisse le long de l'enveloppe et Willy Coppens pique vers le sol pour redémarrer son moteur,,,. Ses coéquipiers Jan Olieslagers et André De Meulemeester ne le croient pas, mais les câbles laissent des marques sur les pales de l'hélice et des morceaux de tissu sont retrouvés sur son aile et son train d'atterrissage.

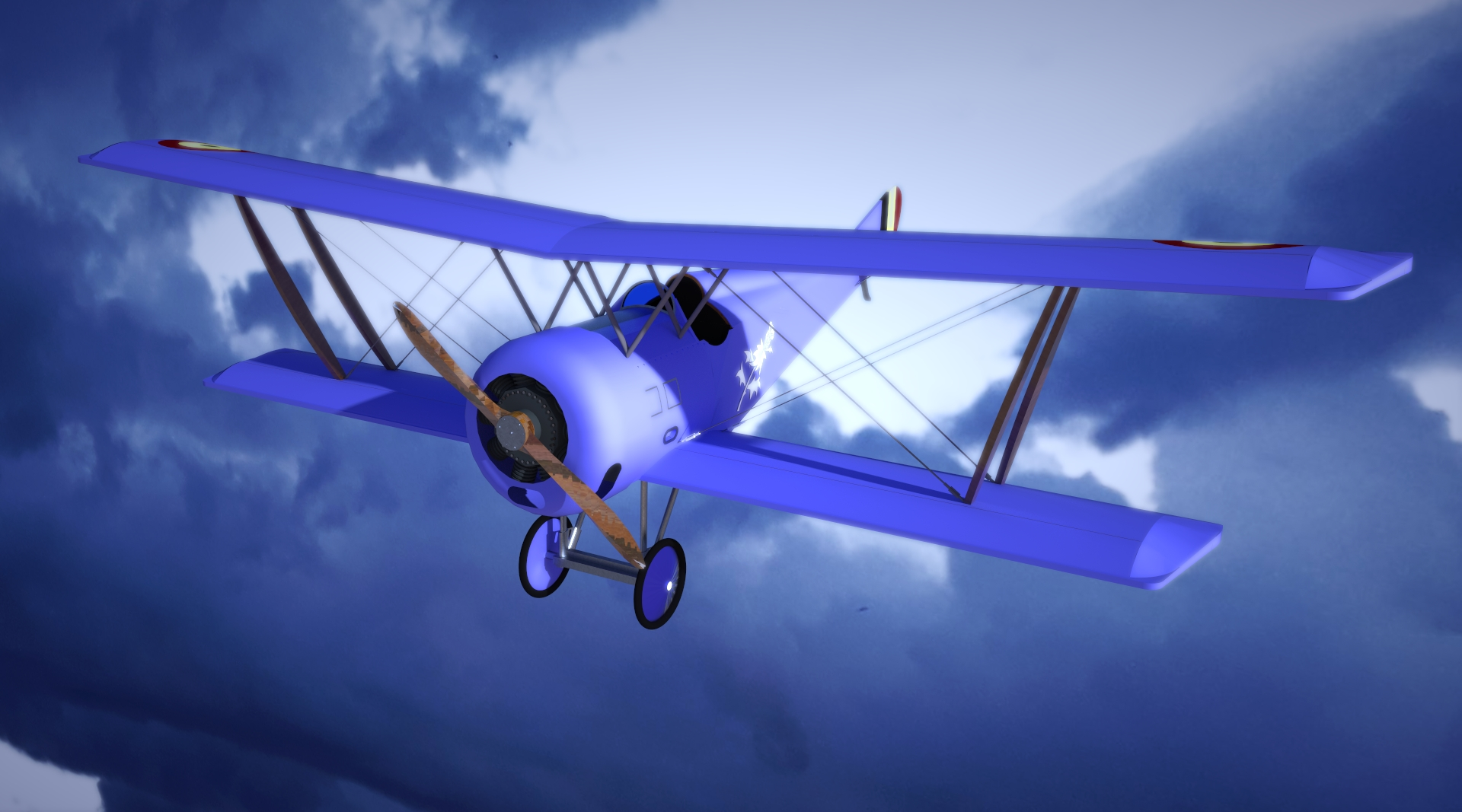
Représentation 3D du Hanriot HD 1 de Willy Coppens : le diable bleu avec le chardon pour emblème de l'escadrille.

Le 13 juin 1918, une attaque allemande détruit les hangars de l'aérodrome et le Hanriot HD-1 de Willy Coppens est détruit. Il reçoit alors un nouvel Hanriot avec un camouflage qui « ressemblait à l'un de ces serpents en bois vernis que l'on voit dans les magasins de jouets ». Willy Coppens le fait alors totalement repeindre en bleu. Pour cette raison, les Allemands le surnomment rapidement le « Diable bleu »,,,. Devant les attaques répétées de Willy Coppens sur les ballons d'observation, leur altitude est réduite, passant à 900 m, et ils sont positionnés plus en retrait des lignes (huit à douze kilomètres contre six auparavant). Les Allemands doublent, voire triplent les défenses autour de ceux-ci. Ils décident même d'en piéger un avec des explosifs au-dessus de Zarren et d'y attirer de cette manière le pilote belge pour le faire exploser.,. Le renseignement britannique l'apprend et Willy Coppens, sans autorisation, décolle vers ce ballon. Avec ses balles incendiaires, il attaque le ballon à distance, en se cachant dans les nuages, le faisant exploser. Son avion est soufflé par l'explosion mais il s'en sort. Le ballon en feu tombe au sol, tuant de nombreux officiers venus observer le piège.
Le 9 septembre 1918, Willy Coppens est promu lieutenant.

#### Blessure et fin de la guerre

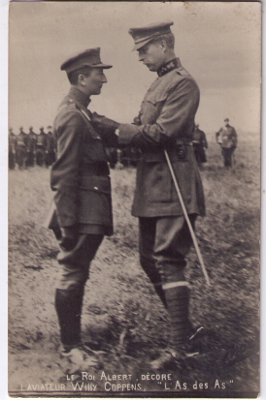
Le roi Albert Ier décore et félicite Willy Coppens.

Les attaques contre les Drachen sont dangereuses et Willy Coppens subit de nombreux dégâts sur son avion bleu turquoise au cours du conflit. Le 14 octobre 1918, alors qu'il vient de détruire son trente-cinquième ballon, il est grièvement blessé au tibia gauche par des tirs de mitrailleuses qui décochent sur son appareil des munitions incendiaires depuis le sol,. Sa jambe est en piteux état, une artère a été sectionnée et il saigne abondamment,,,,,. Il parvient cependant à récupérer une vrille, causée par les spasmes de sa jambe, et à ramener son avion dans les lignes amies, à l'est de Dixmude, mais, huit jours plus tard, il doit être amputé jusqu'à la cuisse,,,,,,. Il lui faut plus de huit mois pour se remettre de ses blessures à l'ambulance de l'Océan, hôpital de campagne situé à La Panne,. Sorti le 11 juillet 1919, il recommence à piloter dès le 28 juillet.
Le roi Albert Ier vient lui rendre visite à l'hôpital plusieurs fois et le fait chevalier de Houthulst, du nom de la forêt au-dessus de laquelle il a combattu de nombreuses fois,. Des années plus tard, en 1960, le roi Baudouin lui octroiera le titre de baron.
À la fin de la guerre, Willy Coppens a abattu deux avions et trente-cinq ballons, devenant le Belge avec le plus grand nombre de victoires aériennes.

### Entre-deux-guerres

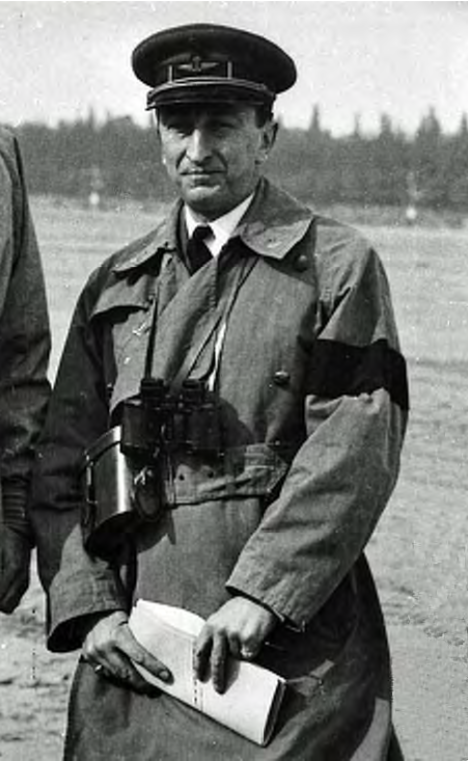
Le major Willy Coppens durant l'entre-deux-guerres.

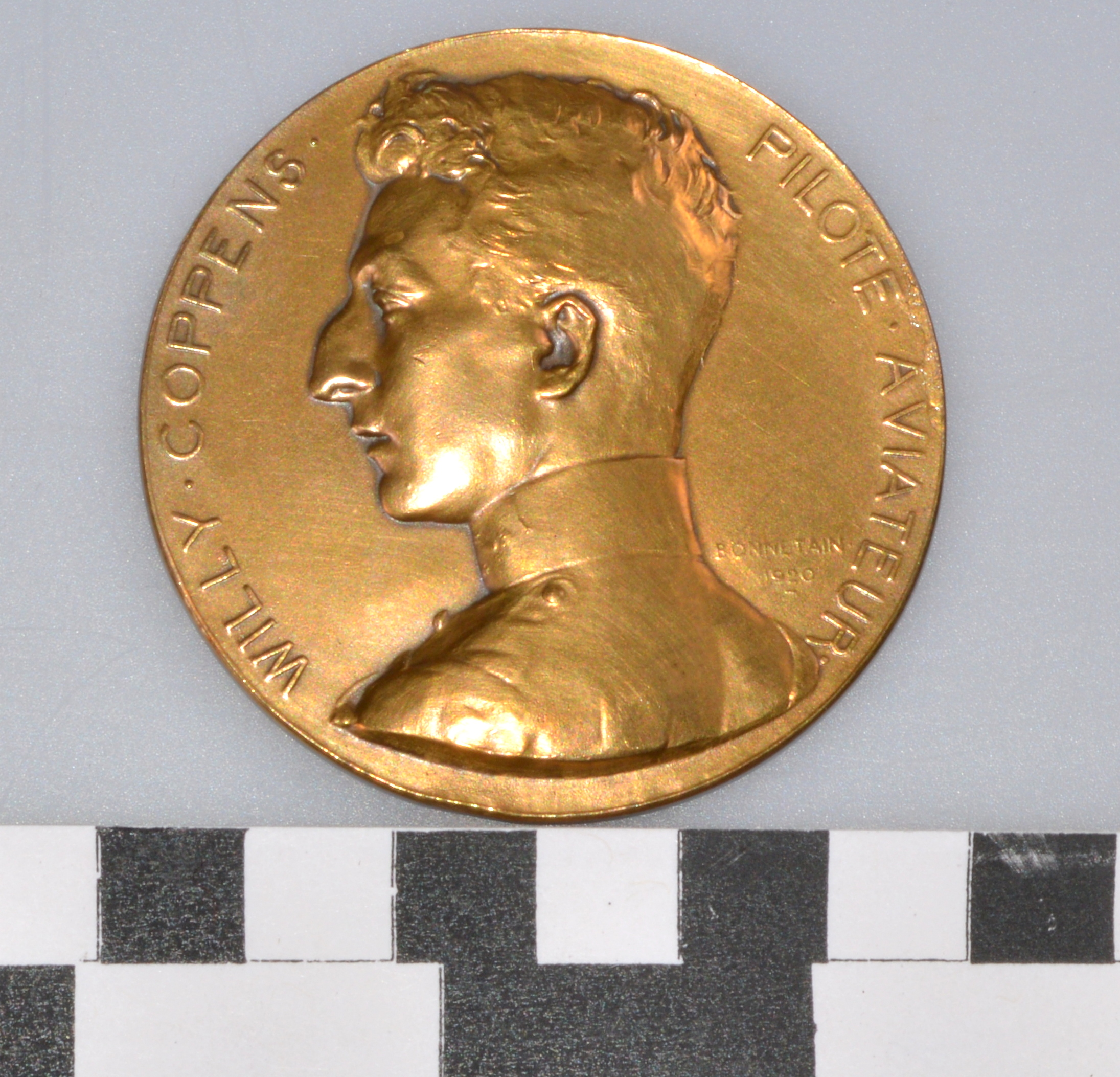
Médaille représentant Willy Coppens, par Armand Bonnetain, et offerte à Charles Lindbergh en 1927.

Dans l'entre-deux-guerres, il ne quitte pas l'armée, à la demande du roi,. Il est attaché de l'armée de l'air belge auprès de la France à Paris,. À partir de 1924, il occupe ce poste auprès de la Grande-Bretagne à Londres jusqu'en 1934,. Son titre d'as lui permet de nombreuses rencontres et la vie mondaine lui convient parfaitement. Ainsi lors d'un banquet de l'Aéro-Club de France à Paris le 27 mai 1927, Willy Coppens rencontre Charles Lindbergh et lui remet une médaille où il est représenté de profil.
En parallèle des activités militaires et mondaines, Willy Coppens continue de voler, malgré son infirmité. Il offre de nombreux baptêmes de l'air et voyage en Afrique du Nord, en Égypte, en Irak. Il traverse également, par tous les temps, plus de cent cinquante fois la Manche, aux commandes de son De Havilland DH.60M Moth aux couleurs de la Belgique,. En septembre 1928, il effectue un saut de 6 000 mètres en parachute, battant le record d’Europe,,,. Il garde ce record jusqu'en 1932.
Son « indépendance d'esprit » et son « insolence naturelle » l'empêchent cependant de gravir les échelons de l'armée et il n'est promu capitaine qu'en 1925. Son « sens de la justice et sa droiture inébranlable » l'amènent également à critiquer les blessés et le personnel à l'arrière du front lors de la Première Guerre mondiale qui ont reçu des distinctions sans avoir accompli le moindre fait d’armes. Il critique également l'armée de l'air car elle est dirigée par des officiers d'artillerie. Dans son livres, Jours envolés, il est critique à l'égard de nombreuses personnes et des passages sont censurés.
Il est nommé major en 1933 et, trois années plus tard, prend en charge un groupe de chasse à Nivelles.
De 1935 à 1936, il est attaché militaire à Rome.

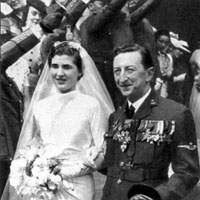
Mariage de Willy Coppens et Ariane Martin le 17 août 1937 à Genève.

Il se marie le 17 août 1937 avec Ariane Martin à Genève, en l'église Saint-Paul,. De nombreux officiers belges et suisses sont présents,. La reine Élisabeth leur adresse ses vœux de bonheur. Le couple aura deux filles,.

### Seconde Guerre mondiale
En 1939, Willy Coppens dénonce l'état d'impréparation de l'aviation militaire, ce qui lui vaut dix jours d'arrêts. Le premier tome de son ouvrage Reclassement, publié en 1945, traite de ce sujet et de la vision qu'il a des commandants en chef qu'il considère sans honneur ni vision d'avenir.
Lorsque la Seconde Guerre mondiale éclate, il essaye, en vain, de reprendre du service dans l'aviation française. Il prend finalement sa retraite à Genève en Suisse en 1940,. Il intervient alors, via la Croix-Rouge et d'autres organisations internationales, pour aider et secourir les prisonniers belges en Allemagne,.

### Après-guerre et fin de vie
Après la guerre, il revient habiter à La Panne,. Il devient très critique envers la Belgique et « finit par s'adapter complètement à ce personnage de Don Quichotte ». Il se brouille avec la justice, la magistrature et le gouvernement. Aigri, il est vu comme « un vieillard insupportable et terrible, que même ses admirateurs craignaient de contredire ». Il garde néanmoins contact avec la famille de Jan Olieslagers, as belge et meilleur ami mort en 1942. Il lui consacre d'ailleurs en 1935 un livre, Un homme volant, Jan Olieslagers. Il vit les cinq dernières années de sa vie avec la fille de ce dernier.
Il réside alors à Berchem, un district de la ville d'Anvers, où il meurt le 21 décembre 1986 dans une certaine indifférence. Il est incinéré, sans manifestation officielle, selon son souhait,.

## Écrivain
En dehors de ces activités militaires, Willy Coppens est également écrivain et publie dès les années 1920. Il possède un « talent certain de conteur et de polémiste ». Ses écrits sont principalement des mémoires historiques sur l'aviation et les pilotes. Sa notoriété l'amène également à donner des conférences ou des exposés et à écrire certains articles.

## Distinctions et hommages

### Anoblissement et hommages
Il est anobli en 1919 sous le nom de chevalier Coppens de Houthulst par le roi Albert Ier, du nom de la forêt au-dessus de laquelle il remporte plusieurs de ses victoires,. En 1960, il est fait baron par le roi Baudouin,; il est également promu lieutenant-colonel à titre honoraire.
Une rue de son village natal, Watermael-Boisfort, porte son nom,. Une place Willy Coppens se trouve à Klerken où est érigée une stèle à sa mémoire.

### Décorations
Willy Coppens est récipiendaire de nombreuses décorations et honneurs,. Il y attache d'ailleurs énormément d'intérêt, « convaincu qu’ils représentaient autant de reconnaissances de la valeur de celui qui les portait et non comme des signes de distinction attribués automatiquement ». Il refuse d'ailleurs en 1959 et 1968 la décoration de commandeur de l’ordre de Léopold car ce rang est inférieur à celui de Grand officier, décoration pourtant accordée à un pilote civil qui a déserté quelques jours après son adhésion à la Compagnie des Aviateurs. Durant la guerre, il accepte difficilement des décorations, comme la Croix de guerre, car il considère que d'autres pilotes sont plus méritants. Lorsqu'on lui remet la Légion d'honneur et la Croix de guerre française, en présence de la famille royale belge et de Georges Clemenceau, il ne manque pas de signaler que des pilotes comme André De Meulemeester ou Edmond Thieffry devraient être également présents et recevoir les mêmes honneurs.
La liste suivante reprend les différentes décorations de Willy Coppens,.

#### Décorations belges
- Chevalier de l'ordre de Léopold (en 1918)[58] ;
- Officier de l'ordre de Léopold avec Palme (en 1919) ;
- Commandeur de l'ordre de la Couronne ;
- Commandeur de l'ordre de Léopold II avec glaives ;
- Croix de guerre 14-18 (Belgique) avec 27 palmes et 13 lions de bronze ;
- Croix de l'Yser ;
- Croix du feu.

#### Décorations étrangères
- Croix de guerre 1914–1918 avec deux palmes (France) ;
- Croix militaire (Royaume-Uni) ;
- Ordre du Service distingué (Royaume-Uni) ;
- Grand officier de l'ordre du Ouissam alaouite (Maroc) ;
- Grand officier de l'ordre du Ouissam alaouite (Tunisie) ;
- Commandeur de la Légion d'honneur (France) ;
- Chevalier de l'Étoile noire (Bénin) ;
- Commandeur de l'ordre d'Isabelle la Catholique (Espagne) ;
- Officier de l'Ordre de l'Aigle blanc (Serbie) ;
- Officier de l'ordre des Saints-Maurice-et-Lazare (Italie) ;
- Médaille d'argent de la valeur militaire (Italie) ;
- Chevalier de Ordre militaire de Virtuti Militari (Pologne) ;
- Croix de Guerre avec croix d’or et palme (Portugal) ;
- Croix de Guerre (Italie) ;
- Croix de Guerre (Pologne) ;

## Héraldique

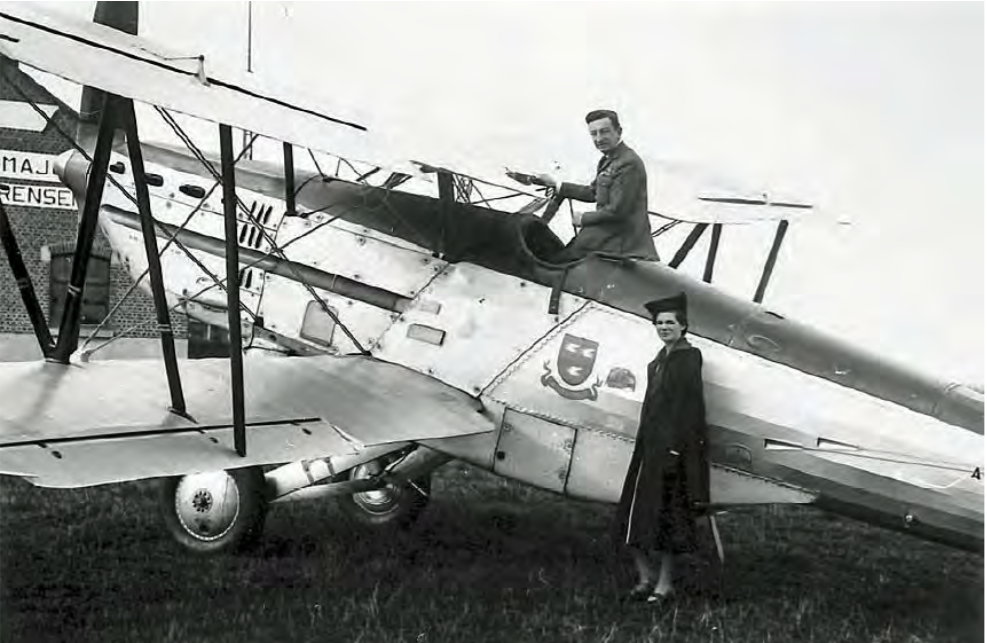
Willy Coppens avec son Fairey Fox Kangourou portant son blason personnel.

Passionné d'héraldique, Willy Coppens dessine lui-même son blason, composé d'un écu avec trois aigles d’argent éployés sur champ d’azur, surmontant un listel contenant la devise « Je surmonterai ». Ce blason est présent sur son avion personnel, un Fairey Fox VII.
Durant la Première Guerre mondiale, il adopte sur son avion, comme emblème, une cocotte blanche,. Il trouve cet insigne plus agressif que ceux des autres pilotes. S'il souhaite ajouter « Boutez avant » après sa cinquième victoire, il est finalement contraint d'accepter un chardon. L'insigne est créé par André De Meulemeester et adopté par l'escadrille alors que Willy Coppens est en permission,. Néanmoins, sa cocotte, tournée de 45 degrés, finit par s'imposer pour devenir un emblème officiel belge.

## Liste des victoires aériennes
La liste des victoires de Willy Coppens ci-dessous, qui comporte 37 victoires homologuées, est intégralement tirée de l'ouvrage de Walter M. Pieters cité en bibliographie.
| N° | Date              | Heure | Escadrille | Appareil     | Adversaire  | Lieu                   | Remarque |
| -- | ----------------- | ----- | ---------- | ------------ | ----------- | ---------------------- | --- |
| 1  | 25 avril 1918     | 12.20 | 9e         | Hanriot HD 1 | Scout       | Saint-Georges-sur-l'Aa | Partagé avec le capitaine W. Gallez et l'adjudant P. Dubois.                                                        |
| 2  | 8 mai 1918        | 7.10  | 9e         | Hanriot      | Ballon      | Zarren                 | |
| 3  | 8 mai 1918        | 9.55  | 9e         | Hanriot      | Ballon      | Houthulst              | |
| 4  | 15 mai 1918       | 8.07  | 9e         | Hanriot      | Ballon      | Houthulst              | Willy Coppens utilise ses roues pour détruire le ballon.                                                            |
| 5  | 19 mai 1918       | 9.45  | 9e         | Hanriot      | Ballon      | Houthulst              | Jan Olieslagers le protège durant cette attaque et devient un as le même jour, en remportant sa cinquième victoire. |
| 6  | 5 juin 1918       | 6.40  | 9e         | Hanriot      | Ballon      | Houthulst              | |
| 7  | 9 juin 1918       | 9.22  | 9e         | Hanriot      | Ballon      | Zonnebeke              | |
| 8  | 10 juin 1918      | 7.47  | 9e         | Hanriot      | Ballon      | Ploegsteert            | |
| 9  | 24 juin 1918      | 6.45  | 9e         | Hanriot      | Ballon      | Warneton               | |
| 10 | 24 juin 1918      | 6.46  | 9e         | Hanriot      | Hannover CL | Ploegsteert            | |
| 11 | 30 juin 1918      | 6.30  | 9e         | Hanriot      | Ballon      | Bovekerke              | |
| 12 | 30 juin 1918      | 8.30  | 9e         | Hanriot      | Ballon      | Gheluvelt              | |
| 13 | 30 juin 1918      | 8.34  | 9e         | Hanriot      | Ballon      | Passendale             | |
| 14 | 14 juillet 1918   | 9.30  | 9e         | Hanriot      | Ballon      | Passendale             | |
| 15 | 16 juillet 1918   | 18.55 | 9e         | Hanriot      | Ballon      | Bovekerke              | |
| 16 | 19 juillet 1918   | 19.20 | 9e         | Hanriot      | Ballon      | Ruyterhoek             | |
| 17 | 20 juillet 1918   | 5.57  | 9e         | Hanriot      | Ballon      | Houthulst              | |
| 18 | 22 juillet 1918   | 7.30  | 9e         | Hanriot      | Ballon      | Geluwe                 | |
| 19 | 22 juillet 1918   | 7.31  | 9e         | Hanriot      | Ballon      | Wervik                 | |
| 20 | 22 juillet 1918   | 7.34  | 9e         | Hanriot      | Ballon      | Comines                | |
| 21 | 24 juillet 1918   | 19.20 | 9e         | Hanriot      | Ballon      | Ruyterhoek             | |
| 22 | 3 août 1918       | 7.50  | 9e         | Hanriot      | Ballon      | Reutel                 | |
| 23 | 10 août 1918      | 6.05  | 9e         | Hanriot      | Ballon      | Leffinge               | |
| 24 | 10 août 1918      | 6.25  | 9e         | Hanriot      | Ballon      | Ruyterhoek             | |
| 25 | 10 août 1918      | 7.45  | 9e         | Hanriot      | Ballon      | Leffinge               | |
| 26 | 24 août 1918      | 14.55 | 9e         | Hanriot      | Ballon      | Ploegsteert            | |
| 27 | 24 août 1918      | 14.57 | 9e         | Hanriot      | Ballon      | Warneton               | |
| 28 | 3 septembre 1918  | 11.02 | 9e         | Hanriot      | Ballon      | Ten-Brielen            | |
| 29 | 4 septembre 1918  | 9.23  | 9e         | Hanriot      | Ballon      | Wercken                | |
| 30 | 27 septembre 1918 | 11.05 | 9e         | Hanriot      | Ballon      | Leffinge               | |
| 31 | 27 septembre 1918 | 11.06 | 9e         | Hanriot      | Ballon      | Leffinge               | |
| 32 | 29 septembre 1918 | 10.05 | 9e         | Hanriot      | Biplace     | Leffinge               | |
| 33 | 2 octobre 1918    | 15.20 | 9e         | Hanriot      | Ballon      | Leffinge               | |
| 34 | 3 octobre 1918    | 8.14  | 9e         | Hanriot      | Ballon      | Lendelede              | |
| 35 | 5 octobre 1918    | 8.20  | 9e         | Hanriot      | Ballon      | Cruypenaerde           | |
| 36 | 5 octobre 1918    | 6.00  | 9e         | Hanriot      | Ballon      | Praatbos               | |
| 37 | 14 octobre 1918   | 6.05  | 9e         | Hanriot      | Ballon      | Torhout                | |

## Publications
Willy Coppens est l'auteur de nombreux ouvrages :
- Feuilles volantes, J.E. Goosens, Bruxelles, 1927
- Becs et plumes, Rouffé, 1928
- Jours envolés : mémoires, Nouvelles éditions latines, 1932
- Albert Ier, aviateur, Éditions du Comité des œuvres sociales du Ministère de l'air, 1934
- Un homme volant, Jan Olieslagers, Les éditions Rex, 1935
- L'homme a conquis le ciel (illustré par Marcel Jeanjean), Hachette, 1937[61]
- Commentaires sur l'aviation de chasse, conférence, 1938
- Reclassements. Hélice en croix, Éditions du Rhône-Genève, 1945
- Reclassements. II, Vue cavalière, Éditions du Rhône-Genève, 1946
- La grande conquête, Marabout éd., Verviers, 1955
- Introduction et adaptation de Cap 300, Léon Divoy, Pierre de Meyere éd., Bruxelles, 1965
- La justice belge cul par-dessus-tête : cartes sur table, D.M.N. éd., Bruxelles, 1967
- La justice belge déculottée : épilogue, D.M.N. éd., Bruxelles, 1968
- Gens sans honneur : j'accuse, D.M.N. éd. Bruxelles, 1969[61]
- Polenri Spaak : pour servir à l'histoire de notre décadence, illustré par Bugh, D.M.N. éd. Bruxelles, 1970
- Aviateurs célèbres au temps des hélices, Éditions Erel, Ostende, 1973
- Une figure de proue : Jan Olieslagers, Éditions Everling, Arlon, 1974[61]
- Londres et Paris en contrepoint, Éditions Erel, Ostende, 1974[61]
- Jours envolés, réédition, Editions De Schorre, 2018[61]
- Bevlogen dagen, heruitgeven, Uitgeverij De Schorre, 2018[61]